# La Lune est noire
La Lune est noire est le second et dernier album du groupe Hydromel. L'album, très orienté rock psychédélique, est enregistré entre 1996 et 1998, et ne sort qu'en 1998, peu avant la séparation du groupe.
Tous les morceaux sont enregistrés live en studio, sans aucun re-recording.

## Le disque
L'album a été mixé sur CD en 1998 par Olivier Poitevin et Stéphane Brunnet.

## Pochette
Sur la pochette du CD d'origine, la photo centrale de la face avant est imprimée par l'imprimerie du large.

## Titres
Sauf mention contraire, toutes les chansons sont créditées à Hydromel.
1. Hold-up - 3:27
2. Soyons Jazz - 6:06
3. La Lune Est Noire - 5:30
4. Nucleair - 5:16
5. Désespoirs - 3:18
6. Maria - 3:06
7. Mobile Home - 3:29
8. Psychedelic - 4:32
9. Gitana - 2:02[1]

## Personnel

### Hydromel
- José Victorien : Batterie
- Patrick Gros : Percussions
- Olivier Anjard : Guitare basse
- Sylvain Manifet : Guitare folk, Guitare électrique, Chœurs
- Olivier Meunier (Meumeu) : Guitare folk, Saxophone, Chœurs
- Bruno Granger : Chant, Harmonica, Trompette

### Production
- Hydromel : producteur, mastering
- Olivier Poitevin : mastering
- Stéphane Brunnet : mastering
- Méryl : design, concept
- Bruno et Marie : photographie